# ガブリエウ・ストレフェッツァ
ガブリエウ・タデウ・ストレフェッツァ・レベラト（Gabriel Tadeu Strefezza Rebelato、1997年4月18日 - ）は、ブラジル・サンパウロ出身のサッカー選手。コモ1907所属。ポジションはフォワード。

## 経歴
2006年、SCコリンチャンス・パウリスタのユースチームに所属。10年後にはS.P.A.L.のユースチームに移籍した。
2017年7月10日、レガ・プロのSSユーヴェ・スタビアに期限付き移籍。
2018年7月10日、セリエBのUSクレモネーゼに期限付き移籍した。
2019-20シーズンは保有元のSPALに戻り、契約を2022年まで延長した。
2021年8月12日、セリエBのUSレッチェに4年契約+1年間の延長オプション付きの完全移籍で加入した。
2024年1月29日、セリエBのコモ1907に買い取り義務付きの期限付き移籍で加入した。

## タイトル
SPAL
- セリエB：2016-17

レッチェ
- セリエB：2021-22